# Ristananna Tracey
Pour les articles homonymes, voir Tracey.
Ristananna Tracey (née le 9 mai 1992) est une athlète jamaïcaine, spécialiste du 400 mètres haies.

## Carrière
Cinquième des Championnats du monde juniors de 2010, elle se distingue lors de la saison 2011 en remportant le titre du 400 m haies des Championnats d'Amérique centrale et des Caraïbes d'athlétisme juniors, et en se classant deuxième des Championnats de Jamaïque de Kingston, derrière sa compatriote Kaliese Spencer, en 54 s 58. Ristananna Tracey établit à cette occasion la deuxième meilleure performance junior de tous les temps sur la distance derrière la Chinoise Wang Xing (54 s 40 en 2005). Elle fait partie de la délégation jamaïcaine lors des Championnats du monde de Daegu.
Le 10 août 2017, Ristanana Tracey décroche la médaille de bronze des Championnats du monde de Londres en 53 s 74, derrière les Américaines Kori Carter (53 s 07) et Dalilah Muhammad (53 s 50).

## Vie privée
Elle est la sœur cadette de Nikita Tracey. 
Le 14 mars 2020, elle se marie avec le sprinteur Kemar Bailey-Cole. 

## Palmarès
| Date | Compétition                   | Lieu           | Résultat | Épreuve     | Temps         |
| ---- | ----------------------------- | -------------- | -------- | ----------- | ------------- |
| 2010 | Championnats du monde juniors | Moncton        | 5e       | 400 m haies | 57 s 77       |
| 2016 | Jeux olympiques               | Rio de Janeiro | 5e       | 400 m haies | 54 s 15       |
| 2017 | Relais mondiaux de l'IAAF     | Nassau         | 3e       | 4 x 400 m   | 3 min 20 s 26 |
| 2017 | Championnats du monde         | Londres        | 3e       | 400 m haies | 53 s 74       |
| 2018 | Jeux du Commonwealth          | Gold Coast     | 8e       | 400 m haies | 57 s 50       |

## Records
| Épreuve     | Performance | Lieu    | Date         |
| ----------- | ----------- | ------- | ------------ |
| 400 m haies | 53 s 74     | Londres | 10 août 2017 |